# Namidairo
Namidairo (涙色) is de twaalfde single van de Japanse singer-songwriter YUI. De single bereikte de tweede plek van de oricon chart en werd net als My Generation/Understand en Love & Truth in een televisieserie gebruikt.
Namidairo is een ballad die een sterkere nadruk op de akoestische gitaar heeft dan YUI's meeste nummers sinds Rolling Star, de akoestische versies niet meegerekend uiteraard. Namidairo is trouwens ook YUI's eerste nummer met een Japanstalige titel. I wanne be is een sneller nummer en gaat over YUI's kijk op haar muzikale carrière.